# فرانك ماغيري
فرانك ماغيري (بالإنجليزية: Frank Maguire)‏ هو سياسي بريطاني، ولد في 2 سبتمبر 1929 في المملكة المتحدة، وتوفي في 5 مارس 1981 في نفس البلد. في الانتخابات العامة في المملكة المتحدة أكتوبر 1974 ‏، انتخب عضو البرلمان السابع والأربعون للمملكة المتحدة عن دائرة فيرماناغ وجنوب تيرون خلال فترته النيابية ‏ (10 أكتوبر 1974 – 7 أبريل 1979) وفي الانتخابات العامة للمملكة المتحدة 1979 ‏، انتخب عضو البرلمان الثامن والأربعون للمملكة المتحدة عن دائرة فيرماناغ وجنوب تيرون خلال فترته النيابية ‏ (3 مايو 1979 – 5 مارس 1981).